# آگوست لیندت
آگوست لیندت (انگلیسی: August R. Lindt؛ ۵ اوت ۱۹۰۵ – ۱۴ آوریل ۲۰۰۰)، همچنین شناخته شده به نام آگوسته ر لیندت، یک وکیل و دیپلمات سوئیسی بود. لیندت از سال ۱۹۵۳ تا ۱۹۵۴در سمت رئیس یونیسف خدمت کرد و از سال ۱۹۵۶ تا ۱۹۶۰ در سمت ریاست کمیساریای عالی سازمان ملل متحد برای پناهندگان انجام وظیفه نمود.

## زندگی‌نامه
لیندت پسر یک متخصص دارو سازی و تولیدکننده شکلات بود، وی تحصیلات خود را در رشته حقوق در ژنو و برن به انجام رساند. وی اصل و نسبش به ردولف لیندت از لیندت اند اشپرونگلی بر می‌گردد. او در ۱۹۲۷ به درجه دکترا در رشته قانون تجاری شوروی نائل شد و از ۱۹۲۹ تا ۱۹۴۰ در پاریس، برلین و لندن دررشته بانکداری به کار پرداخت. وی از ۱۹۴۱ تا ۱۹۴۵ در بخش اطلاعات ارتش سوئیس خدمت کرد. لیندت از سال ۱۹۴۵ به نمایندگی از کمیته بین‌المللی صلیب سرخ در کارهای بشر دوستانه در برلین شرکت داشت.

## مناصب
لیندت در سال ۱۹۴۶ سخنگوی مطبوعاتی وزارت امورخارجه سوئیس شد، وی متعاقباً سمت سفیر سوئیس در لندن را عهده‌دار گردید.
از سال ۱۹۵۳ تا ۱۹۵۶ نماینده و ناظر دائمی سوئیس در سازمان ملل در نیویورک شد. وی از ۱۹۵۳ تا ۱۹۵۴ به عنوان رئیس یونیسف منصوب گردید. در سال ۱۹۵۶او به عنوان کمیساریای عالی سازمان ملل برای پناهندگان، دومین شخص پس از گریت جان ون هیون گدارت بود، و تا سال ۱۹۶۰ در این سمت انجام وظیفه کرد.
لیندت از ۱۹۶۰ تا ۱۹۶۲ سفیر سوئیس در ایالات متحده آمریکا شد و از ۱۹۶۶ تا ۱۹۶۸ به عنوان سفیر سوئیس در اتحاد جماهیر شوروی خدمت کرد. وی متعاقباً عضو کمیته بین‌المللی صلیب سرخ در غرب آفریقا و سفیر سوئیس درکشورهای مغولستان، هند و نپال شد، وی از ۱۹۷۳ تا ۱۹۷۵ مشاور رئیس‌جمهور روآندا بود.